# 奧古斯塔 (堪薩斯州)
奧古斯塔（英語：Augusta）是一個位於美國堪薩斯州巴特勒縣的城市。

## 地方資料
根據2020年美國人口普查的數據，奧古斯塔的面積為12.62平方千米，當中陸地面積為10.99平方千米，而水域面積為1.63平方千米。當地共有人口9256人，而人口密度為每平方千米733.44人。